# تالسي
تالسي (بالإنجليزية: Talsi)‏ هي منطقة سكنية تقع في لاتفيا في بلدية تالشي. يقدر عدد سكانها بـ 11,371 نسمة ومساحتها 7.8 كم2 .

## أعلام
- رومان فاينشتينز
- أفيس هيلمانيس
- أرتورس سترنيكس
- جانيس ستريلنيكس
- ماركوس ريفا